# Dysstroma euglauca
Dysstroma euglauca là một loài bướm đêm trong họ Geometridae.